# Akira Yaegashi
Akira Yaegashi (八重樫 東, Yaegashi Akira) est un boxeur japonais né le 25 février 1983 à Kitakami.

## Carrière
Champion d'Asie OPBF des poids pailles dès son 5e combat professionnel en 2006, il échoue aux points l'année suivante pour le titre mondial WBC de la catégorie face à Eagle Den Junlaphan. Yaegashi relance sa carrière en 2009 en s'emparant du titre national puis devient le 24 octobre 2011 champion du monde WBA après sa victoire au 10e round contre le thaïlandais Pornsawan Porpramook.
Le 20 juin 2012, il perd sa ceinture dans un combat de réunification contre le champion du monde WBC, Kazuto Ioka, qui le bat par décision unanime des juges mais il devient ensuite champion du monde des poids mouches WBC aux dépens de son compatriote Toshiyuki Igarashi le 8 avril 2013. Akira Yaegashi conserve ce titre le 12 août 2013 en dominant aux points le mexicain Oscar Blanquet puis le 6 avril 2014 par KO au 9e round contre Odilon Zaleta. Il s'incline en revanche le 5 septembre 2014 face à Román González par arrêt de l'arbitre au 9e round puis par KO au 7e round le 30 décembre suivant contre Pedro Guevara à l'occasion d'un championnat du monde WBC des poids mi-mouches.
Yaegashi s'empare toutefois de la ceinture IBF de la catégorie en s'imposant aux points le 29 décembre 2015 contre Javier Mendoza. Il conserve son titre en battant aux points Martin Tecuapetla le 8 mai 2016 puis Wittawas Basapean par arrêt de l'arbitre au 12e round le 30 décembre 2016 avant de le perdre par arrêt de l'arbitre au 3e round contre Milan Melindo le 21 mai 2017.